# 杜阿尔基
杜阿尔基（義大利語：Dualchi），是意大利撒丁大区努奥罗省的一个市镇。总面积23.44平方公里，人口701人，人口密度29.9人/平方公里（2009年）。ISTAT代码为091018。